# Dewaet
Dewaet war ein belgischer Hersteller von Automobilen.

## Unternehmensgeschichte
Das Unternehmen aus Brüssel verkaufte Autos der Marke DeSoto. Es stellte ab 1934 Fahrzeuge nach Lizenzen von Stoewer her. Der Markenname lautete DS, für Dewaet und Stoewer. Auf dem Brüsseler Automobilsalon im Dezember 1934 wurden Fahrzeuge ausgestellt. 1935 endete die Produktion. Insgesamt entstanden nur wenige Fahrzeuge.

## Fahrzeuge
Die Originale waren Stoewer R 150 und Stoewer Greif V8. Das erstgenannte Modell hatte einen Vierzylindermotor mit 1466 cm³ Hubraum und das andere Modell einen V8-Motor mit 2488 cm³ Hubraum. Beide hatten Frontantrieb und ein Vierganggetriebe.